# Gabriel Johannis Sevallius
Gabriel Johannis Sevallius, 9 februari 1641 i Västerås, död 13 februari 1691 i Svärdsjö, var en svensk präst, rektor och riksdagsman.

## Biografi
Gabriel Johannis Sevallius var son till Johannes Olai Sevallius och Anna Björk. Efter fjorton år vid Uppsala universitet, blev han filosofie magister 1672 varpå han blev sin sjuke faders adjunkt och vice pastor och prästvigdes. 1681 blev han lektor i poesi och historia vid läroverket i Västerås för att 1685 bli rektor vid Västerås gymnasium där han sedermera också blev lektor i teologi och var pastor i prebendet Hubbo. 1690 utnämndes han av kungen till kyrkoherde i Svärdsjö, men avled redan efter ett år i den befattningen.
Han var 1682 domkapitlets riksdagsman.
Han var gift med dottern till Johannes Petri Arbogensis och Margareta Troilius. En dotter till dem var farmor till Anders Pihl.